# Montecchio Emilia
Montecchio Emilia là một đô thị ở tỉnh Reggio Emilia trong vùng Emilia-Romagna, có vị trí cách khoảng 70 km về phía tây bắc của Bologna và khoảng 15 km về phía tây của Reggio Emilia. Tại thời điểm 31 tháng 12 năm 2004, đô thị này có dân số 9.592 và diện tích 24.7 km².
Đô thị Montecchio Emilia có các frazioni (các đơn vị cấp dưới, chủ yếu là các làng) Aiola, Braglia, Case Badodi, Case Gambetti, Case Pozzi, Cornocchio, Croce, and Spadarotta.
Montecchio Emilia giáp các đô thị: Bibbiano, Montechiarugolo, Reggio Emilia, San Polo d'Enza, Sant'Ilario d'Enza.